# Sadowaja (obwód grodzieński)
Sadowaja, dawniej Babniewo (biał., ros. Садовая) – wieś na Białorusi, w rejonie korelickim obwodu grodzieńskiego, w sielsowiecie Krasna.

## Geografia
Miejscowość położona na Wysoczyźnie Nowogródzkiej, ok. 16 km na wschód od Nowogródka, na południe od Połonnej, między Rutą Górną, Rutą Dolną i Pietrykami na zachodzie a Buszkami, Strzelnikami i Zagórzem na wschodzie. Na północ od wsi Sadowaja biegnie droga republikańska R11.

## Historia
W XIX w. Babniewo oraz folwark Ruta albo Babniewo (Babuniewo) znajdowały się w powiecie nowogródzkim guberni mińskiej, w gminie Horodeczna.
W okresie międzywojennym wieś i folwark należały do gminy Horodeczna, w powiecie nowogródzkim województwa nowogródzkiego II Rzeczypospolitej. 
Po II wojnie światowej, kiedy Babniewo znalazło się w granicach Białoruskiej SRR, nazwę miejscowości zmieniono na Sadowaja. Od 1991 r. w niepodległej Białorusi.